# Брод-болница Фердинандо Палашано
Брод-болница „Фердинандо Палашано“ (првобитног назва „Краљ Алберт”) био је један од укупно седам реквирираних путничких бродова, у саставу италијанске ратне морнарице који је у Првом светском рату, током 1915. и 1916. године учествовао у евакуацији српских рањеника и болесника након албанске голготе, са јадранске обале.

## Историја брода болнице
Брод-болница „Фердинандо Палашано“ до почетка Првог светског рата, првобитно је био немачки трансатлантски брод под називом „Краљ Алберт”, и сматрао се једним од највећих бродова немачке морнаричке империје. Призведен је 1899. године у бродоградилиштима у Шчећину, као путнички брод, и могао је да прими преко 2.000 путника. Како је био савремено оремљен и развијао велику брзину (за оно време), првенствено је коришћен за превоз путнике преко Атлантског океана.
Након избијања Великог рата, брод је, да би избегао заробљавање од стране британске морнарице, упловио је у Ђенову и ту је интерниран. Када је Италија ступила у рат 24. маја 1915. године, брод је реквириран за потребе италијанске ратне морнарице, и преименован у Брод-болницу под називом „Фердинандо Палашано“. Брод је име добио по славном напуљском доктору Фердинанду Пааласиану (1815–1891), који је био први заговорник идеје о неутралности лекара, медицинских сестара и рањеника, коју је касније преузео и осмислио Ђенове Хенри Дунант, оснивач организације Црвеног крста.
На броду је 1915. године, извршена опсежна адаптација у санитетску варијанту, тако да је након ње, поред 1.000 болесничких кревета располагао и са апотекама, лекарским амбулантама, операционим салама и за то време најмодернијом лекарском опремом и инструментима.
Одмах по завршеној трансформацији у санитетску варијанту, брод болница, послат је у Валону, а потом и Драч.

## Улога брода „Фердинандо Палашано” у евакуацији српске војске и цивила
Када су припреме за евакуацију српске војске из Албаније отпочеле 29. децембра 1915. године, првих дана јануара 1916. у ову евакуацију укључен је и брод „Краљ Алберт”. На том задатку он је одиграо велику улогу, јер је са својих хиљаду болничких лежајева, био највећи италијански брод болница на том делу Јадранског и Средоземног мора.
Током 1916. године брод је обавио укупно 46 мисија и превезао 37.314 рањених и болесних. По овим подацима био је други брод по броју превезених људи.

## Судбина брода по завршетку Великог рата
После ратног периода, 1919. године, брод је пребачен у састав државне железничке флоте, да би 1923. године био поново враћен у састав Краљевске морнарице Италије, овога пута под именом „Италија", са наменом да буде домаћин путујуће изложбе италијанске индустрије и занатства.

## Занимљивости
Једна од епизода о броду „Фердинандо Палашано” из периода евакуације српских војника из Албанских лука 1916. године:
| „ | „Дана 18. јануара касно увече, брод је препун српских рањеника испловио из Драча. На рути за Бари, на сред Отрантског канала насупрот Медове, зауставила га је, наводно због рутинске контроле, немачка подморница У-бут закамуфлирана као аустроугарска, јер Немачка и Италија још нису формално биле у рату. Подморница је наредила броду болници да се заустави испаливши два пуцња из топа. Потом је допловила подно брода на који се попео немачки официр у пратњи вода под оружјем. Командант брода болнице, капетан Бертолини и директор болнице, лекар Монако, жестоко су протестовали због заустављања, изражавајући хитност да рањене пребаце у болнице на копну. Једино што су постигли, било је да су их приморали да пређу у подморницу. Команду над бродом болницом преузели су наоружани чланови посаде немачке подморнице и, угашених фарова (у моменту заустављања светла су била сва укључена, по прописима за препознавање бродова болница), у потпуном мраку брод је силом преусмерен у Котор, аустријску поморску базу. Тамо је задржан пуна три дана и подвргнут детаљној инспекцији аустроугарских власти. Нису пронашли ниједну неправилност, сем једног Чеха који је дезертирао из аустроугарске војске и прикључио се српској војсци као добровољац. Њега су ухапсили. Броду болници је потом било дозвољено да исплови, заједно са својим командантом и директором болнице. | ” |

У српским изворима пише и ово:
| „ | У превожењу наших трупа на Крф, они (Италијани) су својом брзином, љубазношћу и уредношћу однели рекорд...Многи и многи наши сећаће се још задуго добре кухиње на италијанским бродовима јер им је та кухиња враћала снагу после оних мука у Албанији. | ” |